# Lee (filme)
Lee é um drama biográfico britânico de 2023 dirigido por Ellen Kuras (em sua estreia na direção) a partir de um roteiro de Liz Hannah, John Collee e Marion Hume e história de Hume, Collee e Lem Dobbs. Adaptado do livro de 1985, The Lives of Lee Miller, de Antony Penrose, é estrelado por Kate Winslet como a fotojornalista de guerra Lee Miller.
O filme levou oito anos para ser feito e, a certa altura, devido ao financiamento precário, Kate Winslet (que também produziu o filme) pagou os salários de todo o elenco e da equipe técnica por duas semanas. O filme fez sua estreia mundial no Festival Internacional de Cinema de Toronto em 9 de setembro de 2023.

## Premissa
Lee Miller passa da carreira de modelo ao alistamento como fotógrafa para narrar os acontecimentos da Segunda Guerra Mundial para a revista Vogue.

## Elenco
- Kate Winslet como Lee Miller
- Marion Cotillard como Solange d'Ayen
- Andrea Riseborough como Audrey Withers
- Andy Samberg como David Scherman
- Noémie Merlant como Nusch Éluard
- Josh O'Connor como Antony Penrose
- Alexander Skarsgård como Roland Penrose
- Arinzé Kene como Major Jonesy
- Vincent Colombe como Paul Éluard
- Patrick Mille como Jean D'Ayen
- Samuel Barnett como Cecil Beaton
- Zita Hanrot como Ady Fidelin
- James Murray como Coronel Spencer

## Produção

### Desenvolvimento
A origem do projeto começou quando a diretora de fotografia Ellen Kuras estava em uma livraria em Nova York e viu um livro sobre a fotógrafa de guerra Lee Miller. Kuras notou uma semelhança entre Miller e a atriz Kate Winslet – com quem ela havia trabalhado em Eternal Sunshine of the Spotless Mind (2004) – e enviou a Winslet uma cópia do livro e guardou outra cópia para si mesma. Anos mais tarde, Winslet começou a desenvolver um projeto de filme sobre Miller e perguntou a Kuras se ela gostaria de dirigi-lo.
O projeto foi anunciado oficialmente em outubro de 2015, com Winslet contratada para estrelar como Miller. Em junho de 2020, a diretora de fotografia Ellen Kuras foi escolhida para dirigir o filme – sua estreia na direção, com Liz Hannah adaptando o roteiro do livro The Lives of Lee Miller de 1985, escrito pelo filho de Miller, Antony Penrose, que apoiou o filme e deu a Kuras acesso total aos arquivos pessoais, diários e até mesmo ao seu trabalho não publicado de sua mãe. O roteiro passou por várias reescritas. Foi originalmente escrito por John Collee e Marion Hume a partir de uma história que eles desenvolveram junto com Lem Dobbs, com Liz Hannah entrando na equipe mais tarde. Winslet também atuou como produtora do filme. Ela escolheu os roteiristas e também foi responsável pelas finanças e pelo elenco, até mesmo ligando pessoalmente para seus colegas de elenco.
O desenvolvimento mais significativo do filme ocorreu em outubro de 2021, quando Marion Cotillard, Jude Law, Andrea Riseborough e Josh O'Connor se juntaram ao elenco, com uma equipe que incluía Alexandre Desplat como compositor, Michael O'Connor como figurinista, o diretor de fotografia Paweł Edelman e Ivana Primorac como maquiadora e cabeleireira. Em fevereiro de 2022, Andy Samberg foi anunciado como parte do elenco. Ele seria confirmado como integrante do elenco em outubro de 2022 juntamente com outros nomes, incluindo Alexander Skarsgård, que substituiu Law no papel de Roland Penrose. Winslet escreveu uma carta a Cotillard pedindo-lhe para interpretar a editora francesa da Vogue, Solange d'Ayen, no filme. Winslet e Cotillard já haviam co-estrelado em Contagion (2011).
Winslet disse que foi patrocinada por executivos do sexo masculino quando tentava conseguir financiamento para o filme. "Os homens que pensam que você quer e precisa da ajuda deles são incrivelmente ultrajantes. Até um diretor me disse: 'Escute, você faz meu filme e eu financiarei seu pequeno Lee...' Pequeno! Ou tínhamos potenciais investidores do sexo masculino dizendo coisas como: 'Diga-me, por que devo gostar dessa mulher?'", Winslet disse à Vogue. Durante a pré-produção, Winslet cobriu duas semanas de salário de toda a equipe com seu próprio dinheiro devido à insuficiência de fundos.

### Filmagens
As filmagens começaram no final de setembro de 2022 na Croácia. A produção foi interrompida por um curto período naquele mês, quando Winslet escorregou durante as filmagens e foi levada ao hospital. O acidente aconteceu no primeiro dia de filmagem, quando Winslet escorregou e machucou as costas enquanto ensaiava uma sequência em que Lee Miller corria pela rua em Saint-Malo sob bombardeio. Winslet decidiu continuar filmando apesar da lesão nas costas e de mal conseguir ficar de pé.
As filmagens também aconteceram na Hungria e terminaram no início de dezembro de 2022.

## Lançamento
Lee teve sua estreia mundial no Festival Internacional de Cinema de Toronto em 9 de setembro de 2023. O filme está programado para ser distribuído pela Sky Cinema no Reino Unido no final de 2024. Em fevereiro de 2024, a Roadside Attractions e a Vertical Entertainment adquiriram os direitos de distribuição do filme nos Estados Unidos e o lançarão nos cinemas em 20 de setembro de 2024.

## Recepção
No site agregador de resenhas Rotten Tomatoes, 68% das 25 resenhas dos críticos são positivas, com uma classificação média de 6,4/10. O consenso do site diz: "O desempenho emocionante de Kate Winslet no papel-título ajuda a elevar Lee além de suas decepcionantes armadilhas biográficas convencionais." O Metacritic, que usa uma média ponderada, atribuiu ao filme uma pontuação de 59 em 100, com base em 11 resenhas, indicando críticas "mistas ou médias".